# Опструктивна уропатија
Опструктивна уропатија  је група анатомских и функционалних абнормалности уринарног тракта које узрокују поремећен проток мокраће (урина) због делимичне или потпуне блокаде уринарног тракта, шшто доводи до стагнације мокрааће различитог степена тежине. Ова опструкција може бити у пределу бубрега, уретера, али и у пределу бешике или уретре. Повећање притиска услед затварања ( опструкције ) може довести до губитка паренхималне функције, по чему се ОУ ризикује од уросепсе и бубрежне инсуфицијенције. Реч уропатија је заједнички назив за неинфламаторне болести уринарног тракта, а опструктивна уропатија је једна од неполицистичних болести бубрега. 

## Облици опструктивних промена у бубрезима
У клиничком смислу треба разликовати два различита облика опструктивних промена у бубрезима, у зависности од тога да ли се опструкција одводног канала налази испред мокраћне бешике (превезикално) или у или после бешике (интра или поствезикално). 
- Превезикална опструкција, клинички је релевантна бубрежна инсуфицијенција која се јавља само у случају билатералне уринарне стазе.
- Интра или поствезикална ретенција мокраће може довести до акутне постреналне бубрежне инсуфицијенције са бубрежном инсуфицијенцијом, па чак и потребом за дијализом .

## Етиологија
Узрок ОУ је често непотпуно затварање отвора уретера у бешици (механичка ОУ) тако да током мокрења (због повећања притиска унутар бешике) мокраћа не тече ка уретри, већ ка уретеру. Код опструктивне уропатије треба узети у обзир да овај симптомски комплекс може бити праћен и проблемима са инервацијом бешике (функционална или неуролошка ОУ), што додатно компликује транспорт урина. Није неуобичајено да се неуролошке малформације јављају заједно са уролошким (механичким) малформацијама. 

### Механички узроци ОУ
Механи учроци ОУ су:
- бенигна хиперплазија простате,
- рак простате,
- стеноза врата мокраћне бешике,
- карлични тумори (карцином материце, јајника, колоректалног карцинома, ретроперитонеални тумори),
- пролапс материце,
- ретроперитонеална фиброза,
- стеноза уретеропелвичног споја (стечена или конгенитална субпелвична уретерална стеноза) или уретеровезикалног споја (стечена или конгенитална уретерална стеноза),
- задњи уретрални залистак,
- уретероцела,
- нефролитијаза,
- трудноћа,
- крвни угрушак,
- Метотрексат (због нежељени ефекат лека),
- јатрогене лезија уретре,
- прираслице након абдоминалне операције.

### Функционална ОУ
Функционална (неуролошки) изазвана ОУ настаје као последица:
- повреда кичмене мождине,
- неурогени бешик (спазм врата мокраћне бешике),
- конгениталне малформације кичме.

Посебан облик опструктивне нефропатије је рефлуксна нефропатија, која настаје као компликација везикоуретералног рефлукса.
Функционалне абнормалности укључују поремећен транспорт јона водоника и калијума, поремећену способност концентровања урина, контракцију крвних судова, смањен проток крви кроз бубреге и смањену брзину гломеруларне филтрације. Хронична опструкција доводи до дистензије сабирног система, тубулоинтерстицијалне фиброзе и губитка бубрежног паренхима. Типичан знак је увећање пијелокалицеалног система бубрега, што се назива хидронефроза. Код пацијената са коегзистирајућом инфекцијом уринарног тракта, присуство бактерија и њихових ендотоксина у бубрежном паренхиму погоршава постојеће оштећење.

## Клиничка слика
Клиничке манифестације нису карактеристичне и могу бити веома разноврсне, у зависности од места опструкције и брзине и степена прогресије хидронефрозе. Споро прогресивна хидронефроза може бити безболна, иако бол може бити повезан са основним стањем или инфекцијом. Брзо развијајућа опструкција уринарног тракта може изазвати бубрежну колику. Излучивање урина може бити нормално, повећано или смањено. Стања са билатералном опструкцијом или опструкцијом у једном бубрегу могу довести до анурије. Код пацијената са делимичном опструкцијом, полиурија се може смењивати са олигуријом. Након што се опструкција елиминише, пацијенти често развијају полиурију, која може бити последица осмотске диурезе и смањеног одговора на вазопресин. Ова „постопструктивна“ диуреза захтева пажљиво праћење док се не реши због могућности настанка дубоких абнормалности серумских електролита које могу настати (углавном абнормалности калијума и натријума). Код пацијената са хидронефрозом, епигастрична маса (једнострана или билатерална) може бити опипљива. Хидронефроза понекад може изазвати и локални бол у боку при перкусији. Код пацијената са дистензијом бешике, супрапубична маса може бити опипљива.

### Дијагностички тестови
Анализа урина
Абнормалности зависе од узрока опструкције уринарног тракта. Често се примећују смањена специфична тежина урина, микроскопска или макроскопска хематурија и леукоцитурија. Може се јавити блага протеинурија (<1,5 г/дан).
Крвне анализе
Повишени нивои урее и креатинина у серуму (код бубрежне инсуфицијенције); ацидоза и хипокалемија (код дисталне бубрежне тубуларне ацидозе ).
Сликовне методе
Ултрасонографија открива присуство хидронефрозе, а понекад и локацију опструкције. Одсуство хидронефрозе не искључује увек опструкцију уринарног тракта или чак потпуну блокаду. Ово је посебно тачно код пацијената који су дехидрирани или имају лошу функцију бубрега (нпр. мали бубрег или узнапредовалу хроничну болест бубрега) на захваћеној страни. Код таквих особа може се размотрити компјутеризована томографија ( ЦТ ) без контраста ако клиничка сумња на опструкцију остане висока (нпр. бол у боку, историја нефролитијазе, историја ретроперитонеалног лимфома или зрачења). Друге студије (урографија, микциона цистоуретрографија, асцендентна пијелографија) су корисне у лоцирању опструкције и одређивању њене природе. Радионуклидна ренографија (са или без фуросемида) је понекад корисна у разликовању функционалне дилатације пијелокалицеалног система од хидронефрозе изазване анатомском опструкцијом.

## Терапија
Лечење зависи од места опструкције и узрока и степена оштећења бубрега. Потпуна опструкција уринарног тракта која узрокује акутно оштећење бубрега ( АПОБ ) захтева хитну интервенцију. Препоручује се уролошка консултација како би се заобишла опструкција ради лечења. То може укључивати постављање Фолијевог или супрапубичног катетера за опструкције доњих уринарних трактова и могуће постављање стента или нефростомске цеви за опструкције горњих уринарних трактова. Абнормалности серумске хемије као последица АПОБ услед опструкције треба пажљиво пратити и лечити на одговарајући начин (видети  Акутно оштећење бубрега ).